# جت‌کانکت
جت‌کانکت (به انگلیسی: Jetconnect) یک شرکت هواپیمایی با کد یاتا QF است که در تاریخ ۱۱ ژوئن ۲۰۰۱ میلادی تأسیس شده و در تاریخ ۱ اکتبر ۲۰۰۲ فعالیتش را آغاز کرده‌است. دفتر مرکزی جت‌کانکت در آوکلند، نیوزیلند واقع شده‌است و به ۶ مقصد، پرواز مستقیم انجام می‌دهد.